# Quickborn (Dithmarschen)
 Ikke at forveksle med Quickborn.
Quickborn er en by og kommune i det nordlige Tyskland, beliggende i Amt Burg-Sankt Michaelisdonn under Kreis Dithmarschen. Kreis Dithmarschen ligger i den sydvestlige del af delstaten Slesvig-Holsten.

## Geografi
Kommunen er beliggende ved vejen L 140 mellem Sankt Michaelisdonn og Burg i Dithmarschen, omkring 25 km nordvest for Itzehoe.